# 日ソ基本条約
日ソ基本条約（にっそきほんじょうやく、露：Пекинский договор、英正文：Convention Embodying Basic Rules of the Relations between Japan and the Union of Soviet Socialist Republics）は、1925年（大正14年）1月20日に日本とソビエト連邦の間で締結された国交回復のための二国間条約。同年2月25日に批准された。
日ソ基本条約は通称で、日本語における正式の条約名は日本國及「ソヴィエト」社會主義共和國聯邦閒ノ關係ヲ律スル基本的法則ニ關スル條約（にっぽんこく および ソヴィエト しゃかいしゅぎ きょうわこく れんぽう かんの かんけいを りっする きほんてき ほうそくに かんする じょうやく）といった。　
日ソ基本条約は、ロシア革命以後の同国を支配するソビエト共産党政権と日本国政府との間で、国交を正常化するための基本原則を定めたもので、これが日ソ間における初の二国間条約となった。

## 締結に至る経緯
1917年（大正6年）のロシア革命で世界革命を掲げるボリシェヴィキのソビエト政権がロシアの中央政権を奪取すると、当初のソビエト政権が掲げる革命輸出に対する予防戦争をイギリス・フランス・イタリアなどの欧米列強諸国が企図する。日本もまた革命輸出阻止の意図を共有するものであったが、それだけではなく北満州からシベリアへの勢力圏拡大の意図もあってロシア内戦干渉への参加を決定、1918年（大正7年）初頭にイギリスと共同で居留民保護を名目とした艦隊をウラジオストクに派遣、同年夏にはシベリアで孤立するチェコ軍団の救出を名目としてシベリア出兵を開始。ソビエト政権と日本は交戦状態に陥っていた。1922年（大正11年）、日本軍は撤兵を声明し、9月に日ソの間でもたれた長春会議は決裂するものの、10月までに日本軍は最終的な撤兵を完了する。しかし、依然として北樺太には尼港事件をきっかけとして日本のサガレン州派遣軍が保障占領していた。
長春会議決裂と日本軍撤兵にともなって、ソ連は極東地区における緩衝国として維持していた極東共和国を廃止して併合し、1923年（大正12年）より日ソ国交正常化のための直接交渉に入る。中華民国の北京で行われた交渉は、同年の予備交渉を経て1924年（大正13年）5月から日本側代表芳澤謙吉とソ連側代表レフ・カラハンの間での正式交渉に入り、1925年（大正14年）1月20日に至って北京で日ソ基本条約が締結された。

## 日ソ基本条約および議定書の内容

### 条約
- 外交・領事関係の確立
- 内政の相互不干渉
- 日露講和条約（ポーツマス条約）の有効性再確認
- 漁業資源に関する条約の維持確認および改訂
- ソ連側天然資源の日本への利権供与

### 議定書
- 日本軍の北樺太撤退期限
- 日本側の北樺太石油利権に関する規定

## 条約調印に至る日本側の背景
1924年までにスターリンがソビエト連邦の政権を握り、それまでの世界革命路線を取り下げ一国社会主義路線を打ち出し、国際共産主義の脅威は切迫したものではなくなった。また、冷却した日ソ関係が日本経済に大きな不利益を発生させていた。例えば、敦賀港・舞鶴港を通して沿海州と貿易を行っていた関西財界は輸送網を遮断されてしまい、オホーツク海で漁業を行っていた漁師らはソ連の沿岸住民らの妨害にさらされた。このように世論にはソ連との修好回復を望む声が高まってきたため、日本も国交正常化に前向きとなっていった。
またソ連は極東では混乱の渦中にあった中国との連携を図り、1919年（大正8年）のカラハン宣言では、中国との対等関係の国交の樹立、中東鉄道（東清鉄道が改称）の還付を約束し、さらに広東の孫文政権に協力した。日本は満洲を根拠とする軍閥張作霖を篭絡していたものの、叛服常なき張を扱いかねていた。こうした中にあって、中国での権益を守るためにも国交を樹立すべきことを真剣に唱えたのが、初代満鉄総裁で外務大臣の経験もある後藤新平だった。後藤は、日本が極東で利権を確保するためにはイデオロギーの問題に捉われずにソ連と友好関係を結ぶことが必要であり、またワシントン条約で日本が列国に閉塞させられた状況を打開するには国際秩序にソ連を再び引きずり込む必要があると考えた。こうして後藤は右翼勢力の反発がありながらも交渉に取り組む。
ポーツマス条約で日本が得た沿海州沿岸の漁業権と並んで日ソの交渉の中で問題となったのは、日本軍が駐留を続ける北樺太に埋蔵されているとみられていた石油・石炭資源の利権を巡る問題だった。交渉の結果、ソ連側は駐留日本軍の撤退と引き換えに北樺太の天然資源の利権を日本側に与えることで決着した。この際に「北樺太から撤兵した後に5か月以内に石油利権契約を締結する」と定められ、日本は取引材料を返還した後に交渉に臨むこととなり、後年に両国関係が悪化し、ソ連から操業妨害を受けたときに対抗しにくい契約となった。こうして日本側は出兵の代償をわずかに確保して面子を立て、日ソ基本条約に調印するに至った。